# Otto Bernhard Friedmann

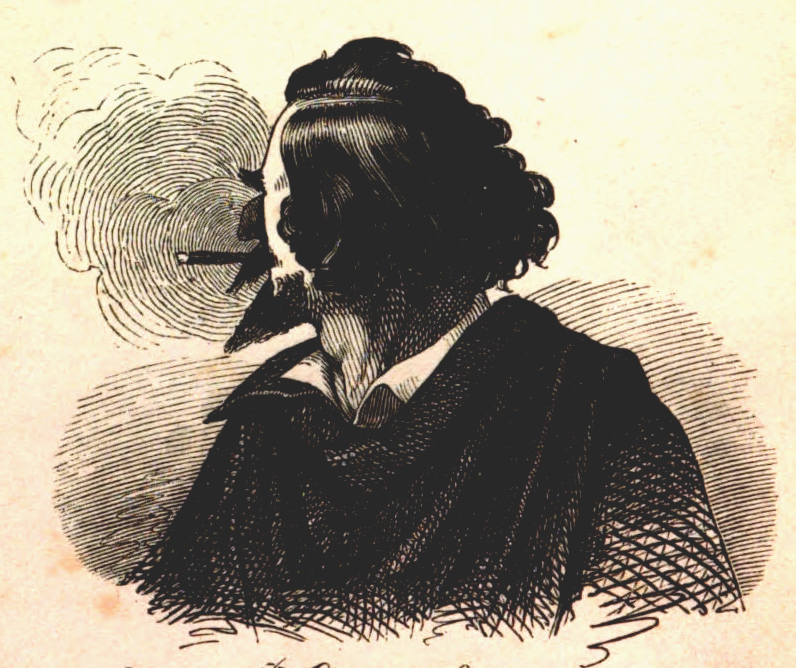
Porträt Friedmanns 1848 rauchend und den Blick abwendend;
Frontispiz in der unter Pseudonym X. Y. Z. in Leipzig bei Otto Spamer publizierten Schrift Satyrisch-literarisches Taschenbuch für 1848

Otto Bernhard Friedmann (geboren 13. März 1824 in Wien; gestorben 14. Juni 1880 in Salmannsdorf bei Wien) war ein österreichischer Journalist, Zeitungsverleger und Publizist, der sich politisch für den Dualismus einsetzte.

## Leben

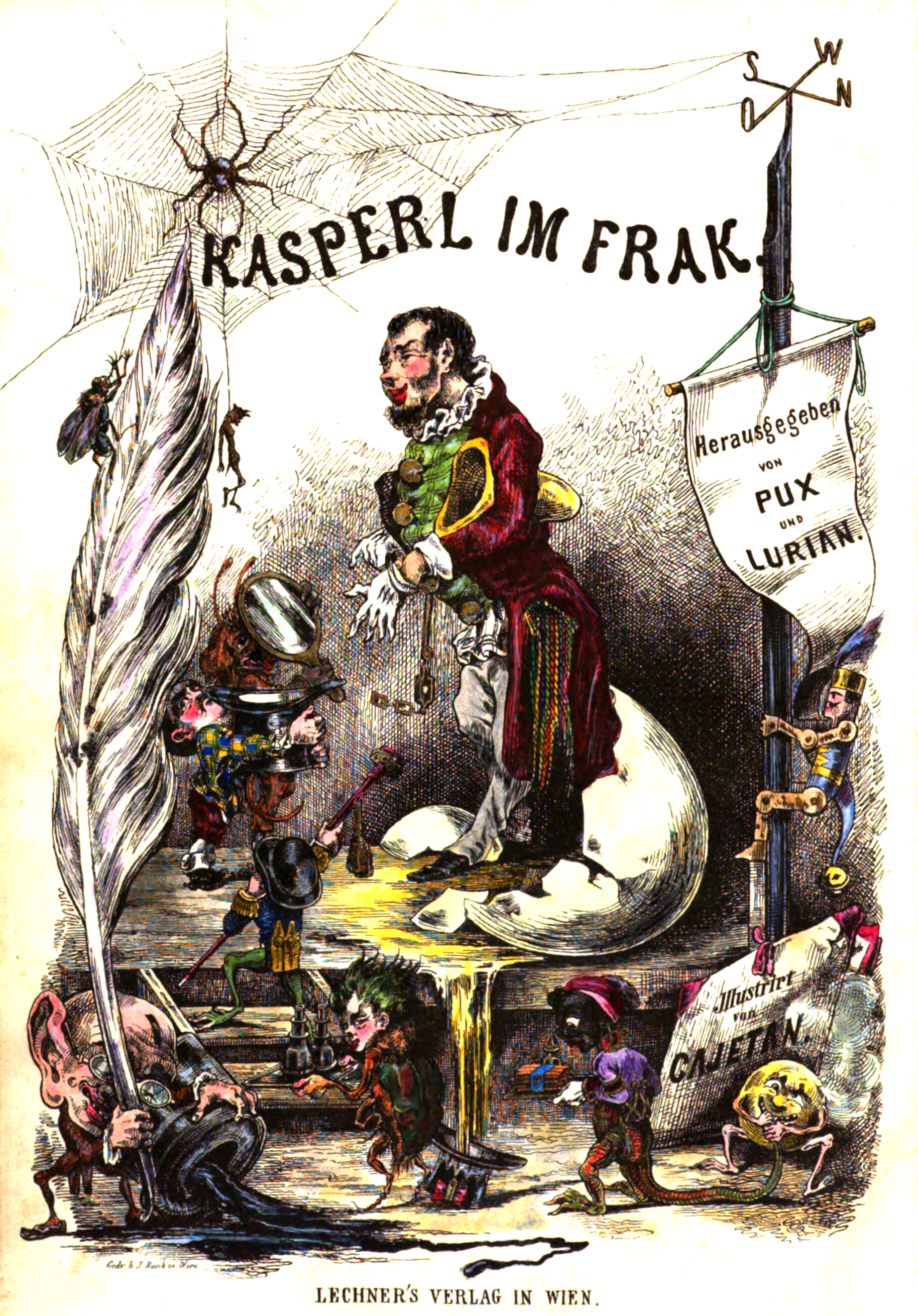
Kasperl im Frak, kolorierte Lithografie als Frontispiz von Cajetan

Friedmann tat sich schon im Vormärz hervor, als er ab 1846 unter dem Pseudonym Pux und Lurian die Zeitschrift Kasperl im Frak herausgab, die mit lithografischen Karikaturen „von Cajetan, Darenzy, Möppl, Bärenpelz, Göckl und Specht“ illustriert waren. Die Hefte erschienen im ersten Jahr in Wien in Lechner's Verlag, im Folgejahr 1847 in 52 Ausgaben in der Renger'schen Buchhandlung.

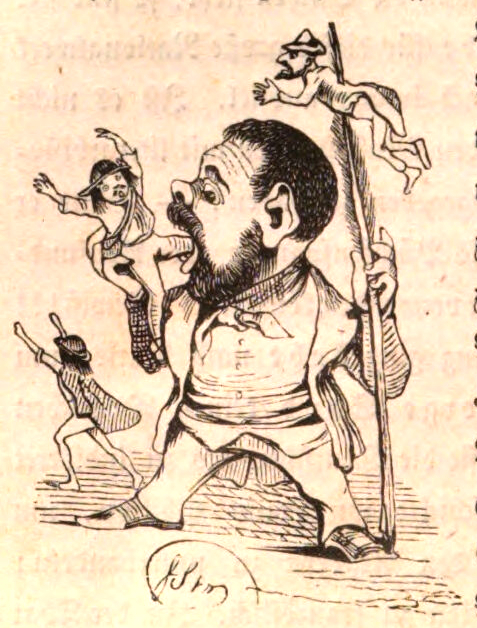
Zensor, seine Landesleute fressend

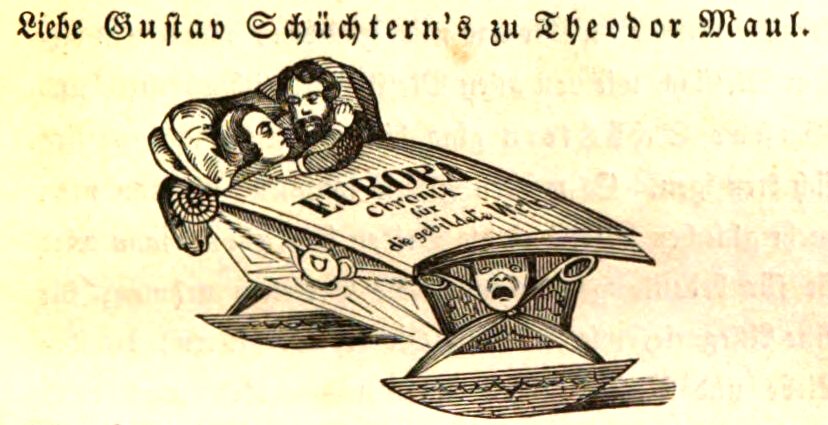
„Liebe Gustav Schüchtern's zu Theodor Maul“ schlafend im Bett

Friedmann wurde durch die Revolutionen ab 1848 motiviert, als Verleger tätig zu werden. 1848 gründete er die radikale Zeitschrift „Gerad' heraus“. Aufgrund seiner politischen Angriffe - Friedmann wurde mehrmals in Presseprozessen zu mehrmonatigen Gefängnisstrafen verurteilt - entzog er sich seiner Verhaftung durch die Flucht nach Deutschland.
Aus seiner Ehe mit der Schriftstellerin Ottilie Schmieder ging am 1. Juni 1856 die in Wien geborene Tochter spätere österreichisch-amerikanische Schriftstellerin, Journalistin und Malerin Clara Ruge hervor, 1860 folgte der Sohn des Ehepaares, der spätere österreichische Jurist Otto Friedmann. Ihren Nachkommen ermöglichten die Friedmanns eine Kindheit in einer „litterarisch und künstlerisch sehr anregenden Atmosphäre,“ zumal Otto Bernhard Friedrich sowohl Kenner, Liebhaber und Sammler von Gemälden war und auch selbst als Landschaftsmaler dilletierte.
Endgültig nach Österreich zurückgekehrt, gründete Friedmann 1858 das Wiener Wochenblatt. Parallel dazu arbeitete er bei der Ostdeutschen Post. Im Folgejahr 1859 gründete er die Zeitschrift Neueste Nachrichten, die später - und bis 1864 - unter dem Titel Wiener Lloyd erschien.
1868 bis 1869 wirkte Friedmann als Vizepräsident des Presseclubs Concordia. Ende der 1870er Jahre amtierte er als Generaldirektor der Allgemeinen Österreichischen Baugesellschaft.

## Schriften (Auswahl)

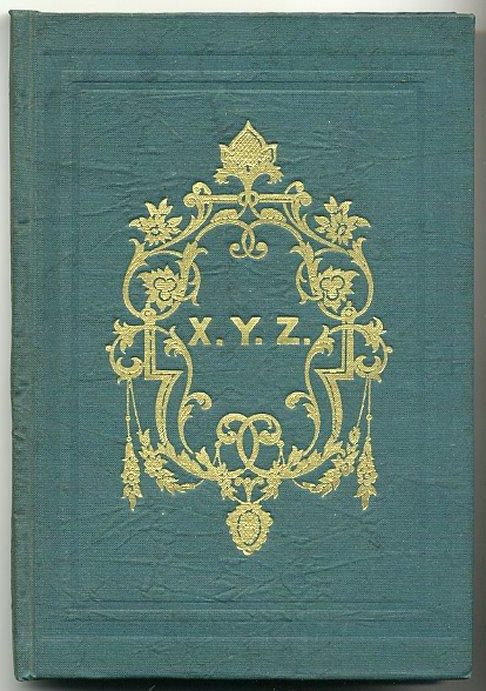
X. Y. Z. Satyrisch-literarisches Taschenbuch für 1848;
faksimilierter, ergänzter Neudruck von 1931

- Pux und Lurian (Hrsg.): Kasperl im Frak ... Mit Illustrationen von Cajetan, Darenzy, Möppl, Bärenpelz, Göckl und Specht, Band 1, Lechner's Verlag, Wien 1846; Digitalisat der Österreichischen Nationalbibliothek
- Satyrisch-literarisches Taschenbuch für 1848. Unter Mitwirkung des jüngsten Deutschlands herausgegeben von einem Unberühmten, Leipzig: Otto Spamer; 1848; Volltext-Digitalisat
  - Michael Holzmann: Satyrisch-literarisches Taschenbuch ..., anast. Neudruck der Ausgabe mit einem „Brief von Prof. Dr. Jonas Fränkel an Dr. Michael Holzmann“ mit der Lebensbeschreibung von Otto Bernhard Friedmann, Leipzig: Spamer 1931; Inhaltsverzeichnis
- Die Preissteigerung der Lebensbedürfnisse in Wien und im österreichischen Kaiserstaate, ihre Progression, Ursachen und Heilmittel. Motto: Kenntnis ist Macht (Bacon). Mit 8 authentischen Quellen entnommenen Preis- und anderen Tabellen, Wien: bei J. F. Greß, 1851; Digitalisat
- Bernhard Friedmann (Hrsg.): Das tägliche Brot. Unterhaltungen aus dem praktischen Leben aller Stände.
  - Heft 2: Wie und wo erhält man Kredit? Mit besonderer Rücksicht auf Banken, Kreditanstalten, Sparkassen etc. etc., Leipzig und Wien: Expedition des täglichen Brots, 1856; Digitalisat der Universitätsbibliothek Johann Christian Senckenberg
- Die Gewerbefreiheit, ihr Nutzen und ihre Folgen. In zehn Kapiteln besprochen, 4. verbesserte Auflage, Leipzig und Wien: Expedition des täglichen Brots, 1856
- Die Wohnungsnoth in Wien, Wien: Wallishausser 1857; Digitalisat
- Wiener Wochenblatt, Wien: Förster, 1858; Volltext-Digitalisat
- Neueste Nachrichten, Volltext-Digitalisat der von 1859 bis 1863 in Wien bei Friedmann erschienenen Zeitschrift
- Korrespondenz, Brief an Heinrich Laube (aus dem Teilnachlaß von Heinrich Laube) in Wien vom 7. März 1861
- Zur Einigung Österreichs. Eine Denkschrift, Wien: Kerk & Comp., 1862; Digitalisat
- Der gegenwärtige Stand der Eisenbahnfrage in Oesterreich,  Wien: Druck und Verlag der typographisch-literarisch-artistischen Anstalt (L. C. Zamarski & C. Dittmarsch), 1865; Digitalisat
- Ein letzter Schritt zur Einigung Oesterreichs,  Wien: Faesy & Frick, 1869; Digitalisat
- Oesterreich und die Orientfrage, Wien, Pest, Leipzig: A. Hartleben's Verlag, 1876; Google-Books
- Zehn Jahre Oesterreichischer Politik 1859–1869. Tagebuch zur Zeitgeschichte von Otto Bernhard Friedmann, Band 1, Wien: Verlag von R. Rossner, 1879; Volltext-Digitalisat